# Ellinikí Radiofonía Tileórasi
Ellinikí Radiofonía Tileórasi (Ελληνική Ραδιοφωνία Τηλεόραση (em grego), Radiotelevisão Grega, ou simplesmente ERT) é uma cadeia de rádio e televisão pública da Grécia.

## História
A empresa foi criada em 1938 como um serviço de rádio da cidade de Atenas, na época a emissora era conhecida como ER1 (algo como Fundação Helênica de Rádio). Durante os anos da Segunda Guerra Mundial, a radiodifusão foi interrompida durante a ocupação nazista da Grécia. Após o fim da Segunda Guerra, o serviço de rádio foi ampliado nacional e internacionalmente. A EIR foi um dos 23 fundadores da União Europeia de Radiodifusão, em 1950.
Os testes para televisão iniciaram em 1965 e entrando no ar em 1966. Em 1970, a empresa foi renomeada para EIRT (Fundação Helênica de Rádio e Televisão). Foi utilizado como meio de propaganda pelo governo militar da Grécia até à sua queda em 1974. A rede adotou o seu nome definitivo nesse ano. Em 2013, foi encerrada pelo governo, devido à crise financeira  e austeridade que a Grécia vive desde 2010. O governo anunciou o encerramento da televisão e rádio pública às 00 horas do dia 12 de junho de 2013 (hora de Atenas). Afirmou ainda que irá reabrir, mas com muito menos trabalhadores, por isso é muito incerto o futuro de  2.763 trabalhadores. A maioria deverá ingressar na longa lista de desempregados na Grécia que atingiu cerca de 27% em março deste ano.

### Encerramento
O governo grego fechou a emissora ERT em 11 de Junho 2013, com a alegação de que a empresa não podia ser recuperada e consumia até € 300 milhões (US$ 385 milhões) por ano.

## Canais
- ERT1
- Cine+
- Sport+
- Prisma+
- ERT World

Todos extintos em 12 de junho de 2013, bem como os da rádio.